# Renault NC
Renault NC (exporterad som NC-27) var en fransk stridsvagn utvecklad av Louis Renault på 1920-talet som en ombyggnation av existerande Renault FT-vagnar genom att ersätta upphängningen med en ny modern sådan.
Den utvecklades ursprungligen för franska armén men när dessa senare visade ointresse såldes den vidare på exportmarknaden i enstaka försöksexemplar till Polen och Sverige medan Japan köpte in resterande lager om 10 vagnar.
Enbart en vagn överlever, den svenska försöksvagnen stridsvagn fm/28 som idag står utställd på Försvarsfordonsmuseet Arsenalen i Strängnäs.

## Utveckling
Vagnen avsågs ursprungligen täcka ett franskt krav för en ny stridsvagn från 1923 där grundtanken var att kunna uppdatera de existerande Renault FT-vagnarna med ny förbättrad upphängning och ny motor. Vagnen hade således samma skrov och kanontornsom Renault FT medan pansarskyddet kunde förstärkas något tack vare den nya upphängningen. Även motorn uppdaterades till en starkare variant om 60 hästkrafter mot de ursprungliga 37.
Renault skapade först en konstruktion som kallades FT Kégresse som hade kégresseband men därefter utvecklades även en variant med mer konventionella band vilket blev Renault NC. Två prototyper beställdes med lite olika utrustning: NC-1 och NC-2, där den andra blev färdig först 1925. Utprovningen påvisade problem med vagnarna och den franska armén kom att uppdatera sina krav för nästa generations stridsvagn till den punkt att vagnens konstruktion helt hamnade under kraven. Renault behövde då konstruera om vagnen till en ny vagn, kallad NC-3, vilken slutligen blev Char D1, en helt annan stridsvagn.

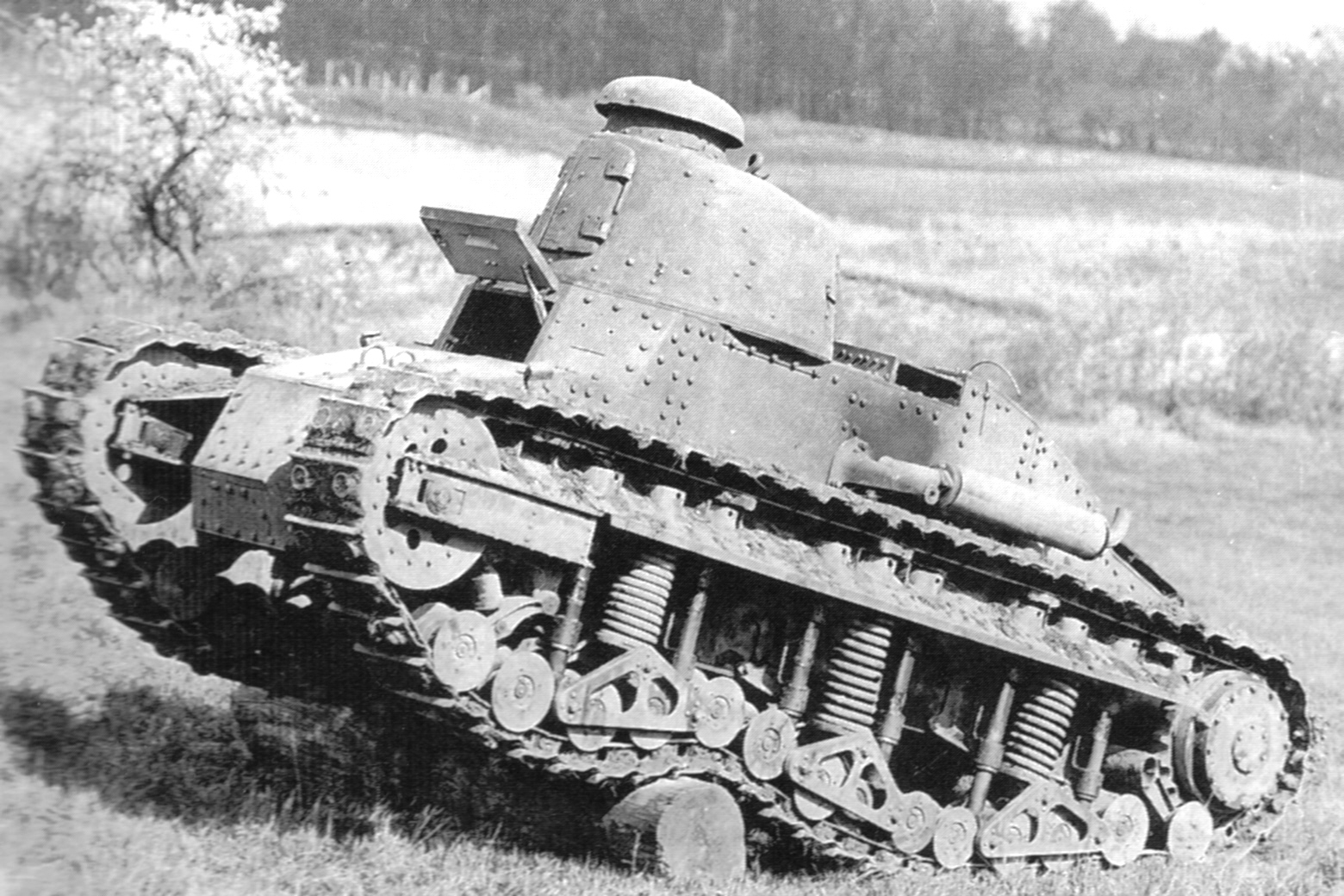
Renault NC-1
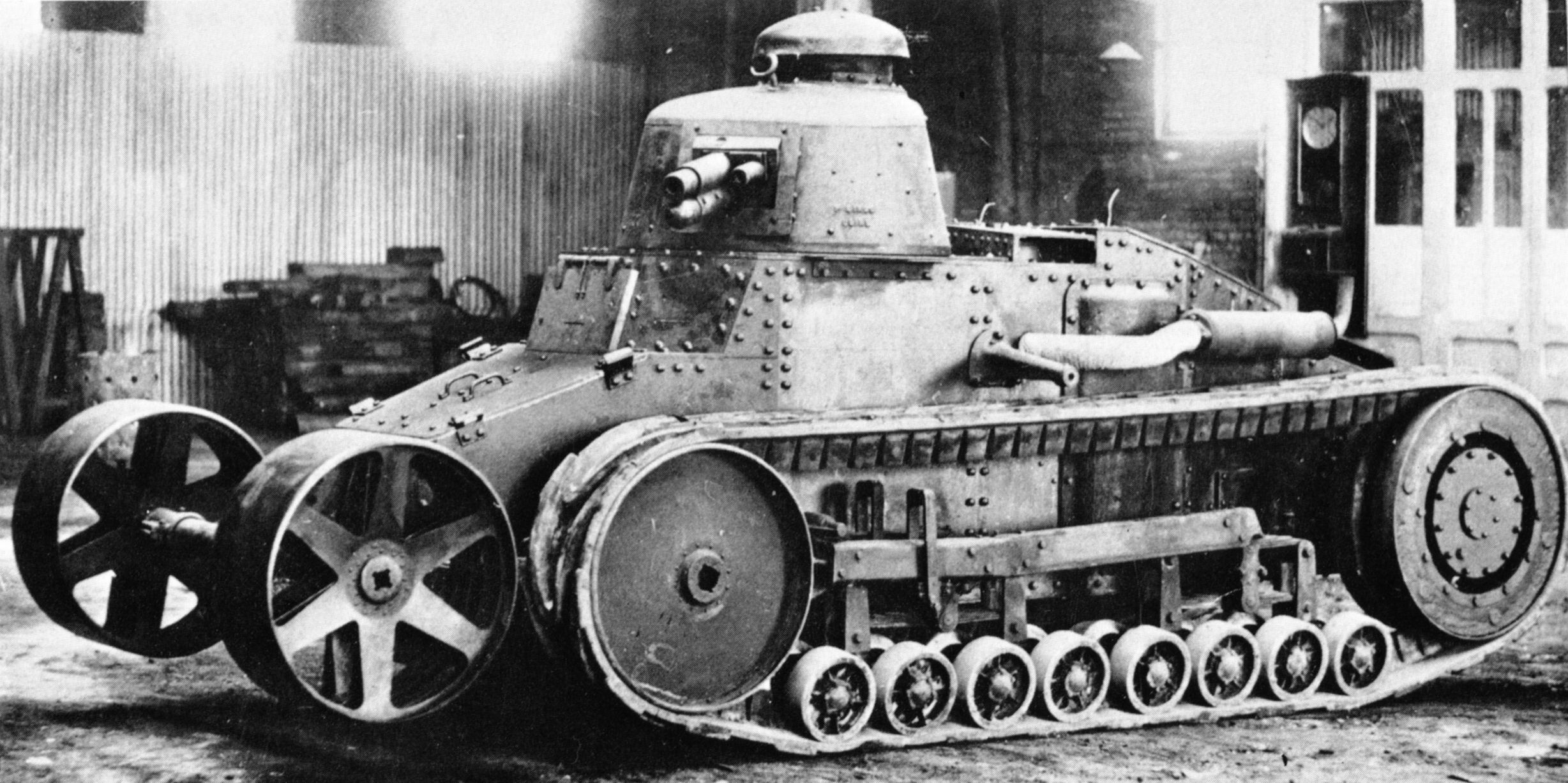
Renault NC-2
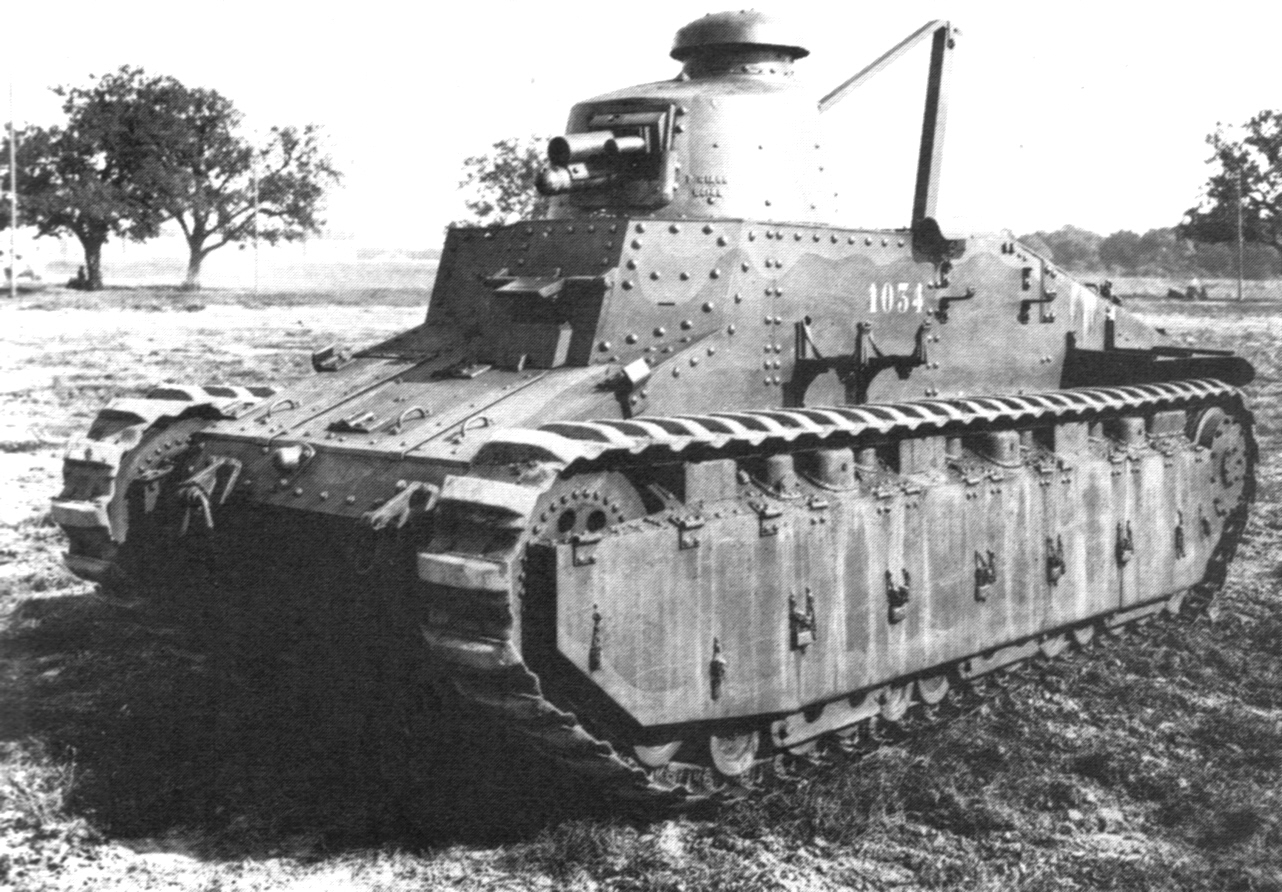
Renault NC-3

För att inte låta arbetet på grundkonceptet gå i stöpet lät Renault lägga ut NC-1-konstruktionen på exportmarknaden 1927, då med namnet NC-27. Den blev aldrig någon succé och såldes i enstaka försöksexemplar till Polen och Sverige medan Japan köpte in resterande lager om 10 vagnar 1919. De japanska vagnarna såg sedermera strid i japanska invasionen av Manchuriet.

## Sverige: stridsvagn fm/28

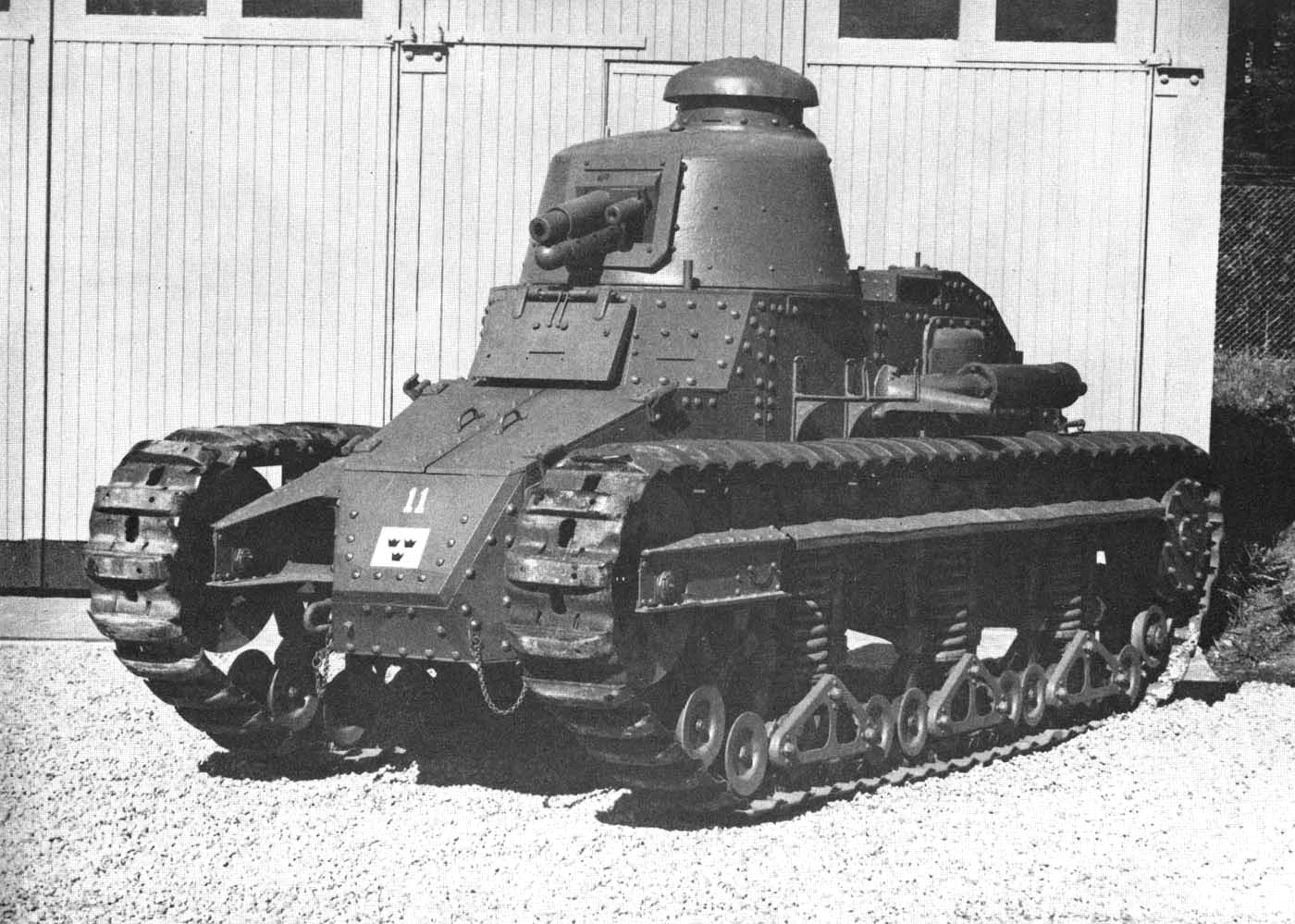
Stridsvagn fm/28

Strv fm/28 (stridsvagn försöksmodell 1928) är den svenska beteckningen för vagnen som kom att köpas in i ett exemplar 1928. Vagnen skulle ersätta en tidigare fransk försöksvagn "Putte" som var av modell Renault FT-17. Bestyckning bestod av samma 37 mm SA-18 Puteauxkanon som enda beväpning.
Chefsmekaniker Dahlman som studerat stridsvagnens ritningar dömde ut den redan innan vagnen kommit till Sverige. Hans farhågor kom att besannas då vagnen kom fram. Motorn hade stora driftsproblem och särskilt växellådan gick sönder gång på gång. Det visade sig även att vagnen inte var anpassad för svensk terräng och att banden hade mycket svårt att få fäste.
Stridsvagnen dömdes ut och kom i stället att förses med radioutrustning och användas kommunikationsförsök. Stridsvagn fm/28 kom att användas vid grundläggande förarutbildning vid Göta Livgardes stridsvagnsbataljon in på 1930-talet. Vagnen bevarades och finns idag utställd på Försvarsfordonsmuseet Arsenalen i Strängnäs.

## Japan: Otsu-Gata Sensha
År 1929 fick Renault en beställning från Japan om 10 fordon (hela lagret) för att stärka deras existerande pansarstyrkor av föråldrade Renault FT-vagnar, ett resultat av att Japans inhemska konstruktioner inte tagits i drift ännu. NC-vagnarna levererades 1930, varvid de existerande FT-vagnarna betecknades ”Renault A-typ stridsvagn” (japanska: ルノー甲型戦車, Renault Ko-Gata Sensha) medan de nya NC-vagnarna betecknades ”Renault B-typ stridsvagn” (ルノー乙型戦車, Renault Otsu-Gata Sensha).
Japan stod på samma problem som Sverige och kom att uppgradera vagnarna inhemskt. Enligt franska källor fick vagnarna, där kallad typ 89 (år 2589 = 1929) efter den japanska kejserliga tideräkningen, nya kraftfullare Mitsubishimotorer om 75 hästkrafter, givande en topphastighet av 20 km/t. Vagnarna bestyckades antingen med en 37 mm infanterikanon typ 11 eller en 6,5 mm kulspruta av modell typ 1 eller typ 3. Kanonen var mycket kraftfullare än den ursprungliga franska SA-18-pjäsen och kunde därav nedkämpa annat pansar.
Otsu-Gata Sensha-vagnarna såg strid under japanska invasionen av Manchuriet och påvisade mycket kort räckvidd men bra stridsverken då de kinesiska styrkorna saknade både eget pansar och pansarvärn. Erfarenheten hjälpa Japans pansarstyrkor att utveckla doktrin och krav för nya stridsvagnar.

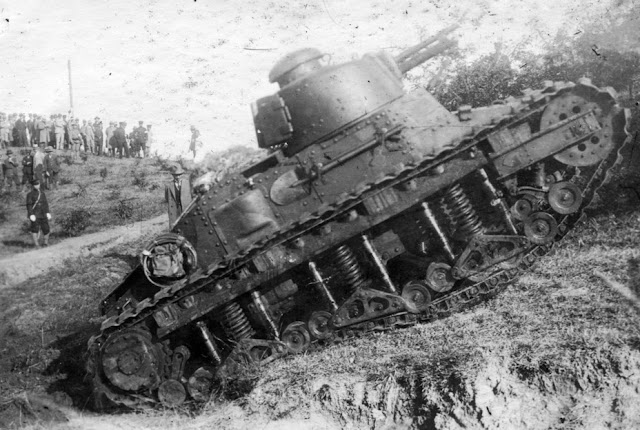
Otsu-Gata Sensha med 37 mm infanterikanon typ 11
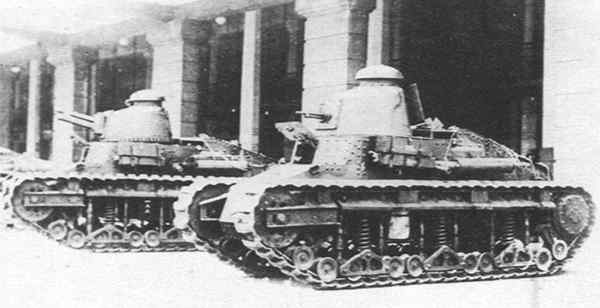
Otsu-Gata Sensha med 6,5 mm tung kulspruta typ 1 (närmast)
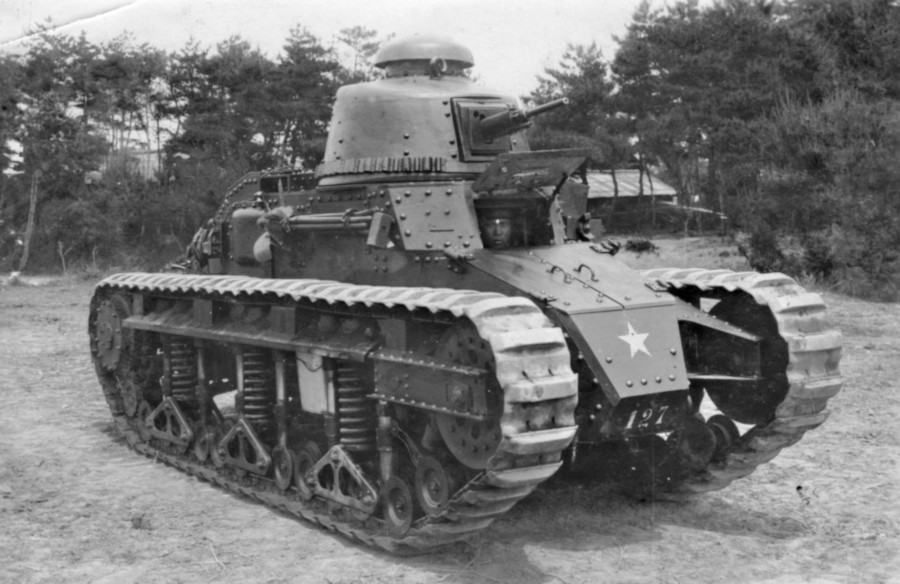
Otsu-Gata Sensha med 6,5 mm tung kulspruta typ 3 tillfångatagen av USA